# Mæhriske Budějovice
Mæhriske Budějovice (tjekkisk udtale: [ˈmorafskɛː ˈbuɟɛjovɪtsɛ] ; tysk: Mährisch Budwitz) er en by i distriktet Třebíč i regionen Vysočina i Tjekkiet med  omkring 7.200 indbyggere. Den historiske bymidte er velbevaret og er beskyttet ved lov som en bymæssig monumentzone.
Landsbyerne Jackov, Lažínky, Vesce og Vranín er administrative dele af Moravské Budějovice.

## Geografi
Mæhriske Budějovice ligger omkring 19 km syd for Třebíč og 41 km  nordøst for Jihlava. Det ligger i Jevišovice højlandet. Det højeste punkt er bakken Špitálka på 519 meter  over havets overflade. Rokytka-strømmen løber gennem byen, og der er flere damme i  kommunens område.

## Historie
Mæhriske Budějovice blev sandsynligvis grundlagt i det 12. århundrede. Den første skriftlige omtale af Budějovice er fra 1231. I 1406 blev navnet Moravské (" mæhrisk ") Budějovice brugt for første gang for at skelne det fra České Budějovice i Bøhmen. Den fik byrettigheder i 1498.
Byen trivedes indtil Slaget ved Det Hvide Bjerg. I 1648 blev den erhvervet af familien Schaumburk, som ikke respekterede bybefolkningen og deres rettigheder og forårsagede byens økonomiske problemer. Desuden blev halvdelen af byen i 1673 ødelagt af en stor brand. I 1736 erhvervede Wallis-familien Moravské Budějovice som en fattig ubetydelig by. Under deres styre kom byen langsomt tilbage. 
Indtil 1918 var Mæhriske Budějovice en del af Østrig-Ungarn, i distriktet med samme navn, en af de 34 Bezirkshauptmannschaften i Mähren.

## Seværdigheder
Mæhriske Budějovice Slot blev bygget til grev Rudolf Jindřich Schaumburk i renæssancestil i anden halvdel af det 17. århundrede. I dag huser det et kunsthåndværksmuseum, og slottets stalde bruges til kulturelle formål.
Det historiske centrum rummer flere værdifulde borgerhuse. Bemærkelsesværdig er rådhuset, en renæssancestruktur med neoklassiske elementer.
Kirken Sankt Giles er byens vartegn. Oprindeligt var det sandsynligvis en romansk bygning fra første halvdel af det 13. århundrede. Det var barok ombygning og det 50 meter høje tårn blev tilføjet i 1714. Tårnet er åbent for offentligheden som et udsigtstårn. Mikaels kapel ved siden af kirken er oprindeligt en romansk rotunde fra det 13. århundrede. Dens nederste del tjente som et benhus.
Præstegårdens barokbygning er fra 1779. Præstegårdskomplekset rummer fragmenter af byens befæstning, herunder en bastion og en port.